# 凯尔富恩
凯尔富恩（法語：Kerfourn，法語發音：[kɛʁfuʁn]）是法国莫尔比昂省的一个市镇，属于蓬蒂维区。

## 地理
凯尔富恩（48°2'35"N, 2°50'0"W）面积19.46 平方千米，位于法国布列塔尼大區莫尔比昂省，该省份为法国西北部沿海省份，位于布列塔尼半岛南部，北起阿摩尔滨海省、西接菲尼斯泰尔省，南濒大西洋，东南接大西洋卢瓦尔省，东临伊勒-维莱讷省。
与凯尔富恩接壤的市镇（或旧市镇、城区）包括：盖尔塔斯、克雷丹、努瓦亚勒蓬蒂维、埃沃利斯。

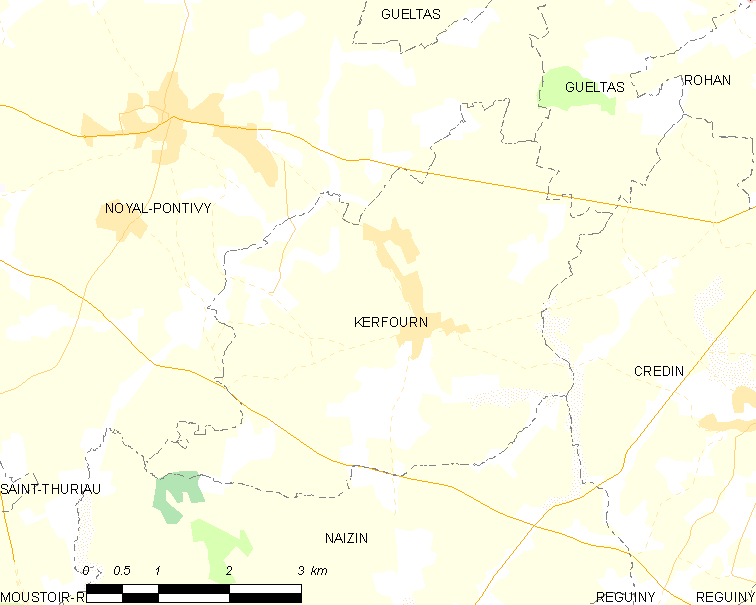
凯尔富恩的OSM定位图

凯尔富恩的时区为UTC+01:00、UTC+02:00（夏令时）。

## 行政
凯尔富恩的邮政编码为56920，INSEE市镇编码为56092。

## 政治
凯尔富恩所属的省级选区为蓬蒂维县。

## 人口

1962-2008年间凯尔富恩人口变化图示

凯尔富恩于2022年1月1日时的人口数量为842人。